# 3''-デアミノ-3''-ニコチアナミンレダクターゼ
3''-デアミノ-3''-ニコチアナミンレダクターゼ（3''-deamino-3''-oxonicotianamine reductase）は、次の化学反応を触媒する酸化還元酵素である。
2'-デオキシムギネ酸 + NAD(P)+ {\displaystyle \rightleftharpoons } 3''-デアミノ-3''-オキソニコチアナミン + NAD(P)H + H+
反応式の通り、この酵素の基質は2'-デオキシムギネ酸とNAD(P)+、生成物は3''-デアミノ-3''-オキソニコチアナミンとNAD(P)HとH+である。
組織名は2'-deoxymugineic acid:NAD(P)+ 3''-oxidoreductaseである。